# Hans Gugelot

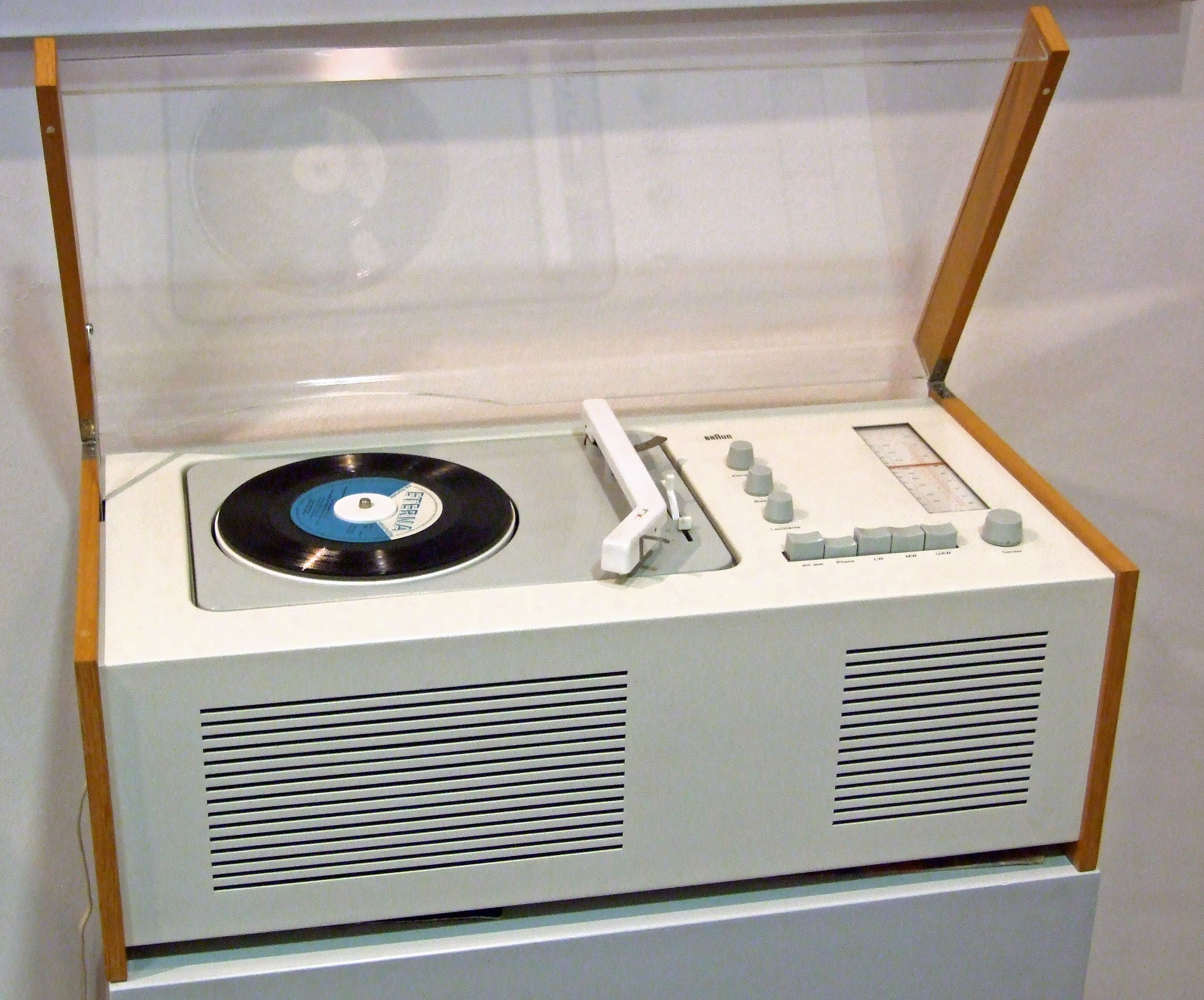
Tocadiscos Braun Phonosuper SK4 (1956) "Ataúd de Blancanieves" diseñado por Hans Gugelot en colaboración con Dieter Rams.

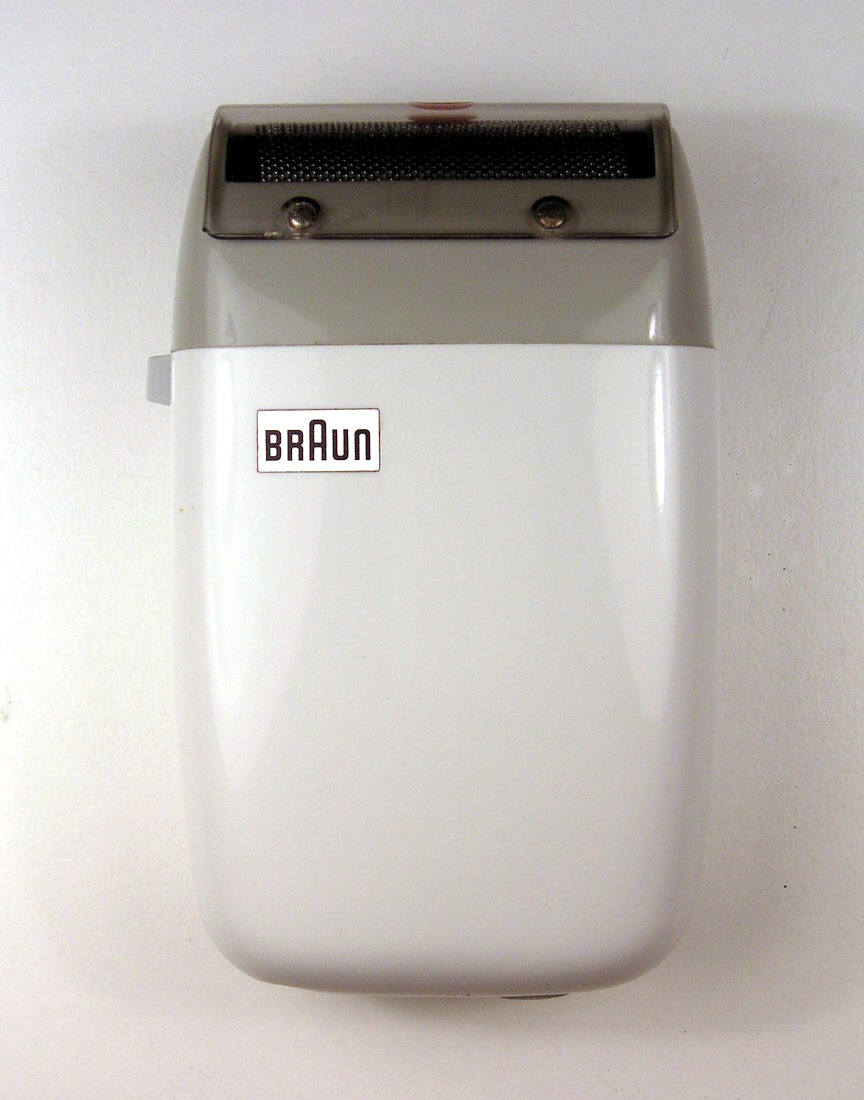
Afeitadora eléctrica Braun Sixtant SM2 (1961) diseñada por Hans Gugelot.

Hans Gugelot (Nacido en 1920 en Makassar, Indonesia - Fallecido el 10 de septiembre de 1965 en Ulm, Alemania) fue un reconocido arquitecto y diseñador industrial, se destacó en el diseño de mobiliario y producto para la firma Braun, y en su labor como docente en la escuela de diseño HfG de Ulm.
Estudió arquitectura en Laussane desde 1940 y finalizó sus estudios en la Eidgenössische Technische Hochschule en Zúrich, en 1946. Durante los próximos años trabajó con Max Bill hasta 1954. Ese mismo año conoció a Erwin Braun y se embarcó en una importante colaboración en el departamento de diseño de Braun, junto con Dieter Rams y los "grupos de integración" de la HfG de Ulm. En Braun ayudó a crear un concepto y estilo propio de gran identidad visual basado en el funcionalismo y el esencialismo. Los aparatos de Braun fueron diseñados en un estilo distintivo basado en formas geométricas, una paleta de colores reducida, y con una completa ausencia de decoración.
Entre los años 1954 y 1965, Gugelot también dirigió el "Grupo de Desarrollo 2" de la escuela HfG de Ulm, que había sido fundada un año antes. En esta institución, también enseñó y promovió el enfoque modernista de "la función por encima de la forma" en el mundo del diseño. En consecuencia, Gugelot se opuso a lo que se conocía como el "Detroit styling" y las ideas de Raymond Loewy del "Facelifting" o "Styling". Como Hans Gugelot lo vio, el buen diseño no debía ser simplemente un medio para aumentar las ventas, sino más bien una necesidad cultural.
Entre sus trabajos más famosos, se encuentra la radio gramófono Phonosuper Sk4 (1956), que diseñó junto a Dieter Rams y bautizó con el nombre de "Ataúd de Blancanieves" por su tapa acrílica de color claro y su formalismo geométrico. 